# Ivan Skála
Ivan Skála, původním jménem Karel Hell, (6. října 1922 Brandýs nad Labem – 6. února 1997 Praha), byl český básník, překladatel ze slovenštiny, československý politik Komunistické strany Československa a poúnorový poslanec Národního shromáždění ČSSR a Sněmovny lidu Federálního shromáždění. Představitel dogmatického komunistického směru české kultury v období normalizace. Byl signatářem dokumentů Kupředu, zpátky ni krok! (1948) i Anticharty (1977).

## Biografie
Maturoval v roce 1941 a poté byl totálně nasazen v Německu. Po druhé světové válce (od roku 1946) se stal redaktorem Rudého práva (až do roku 1959). Angažoval se i politicky, stal se funkcionářem Svazu české mládeže a začal studovat na Vysoké škole politické a sociální v Praze. Patřil do skupiny komunistických intelektuálů soustředěných okolo redakce Rudého práva. V jeho prvních sbírkách (Křesadlo a Přes práh) jsou ještě znát ohlasy estetiky Vladimíra Holana a Františka Halase. Od počátku 50. let 20. století ale přechází k militantní a ideologické poezii. Během procesu s Rudolfem Slánským publikoval v Rudém právu slogan Psovi psí smrt!. V letech 1957 – 1968 byl ředitelem nakladatelství Mladá fronta a v letech 1959-1963 prvním tajemníkem Svazu československých spisovatelů.
Na 3. sjezdu Svazu československých spisovatelů roku 1963 přednesl hlavní referát. Na 4. sjezdu Svazu československých spisovatelů v roce 1967 naopak vystupoval jako představitel výrazně menšinového názoru, když agitoval proti antisocialistickým živlům, zatímco většina vystoupení (zejména českých) delegátů byla nesena silnou kritikou politických a kulturních poměrů ČSSR. V týdnech a měsících po sjezdu, kdy se vedení strany dočasně pokusilo o silové řešení revolty v řadách umělců, tyto své názory obhajoval ve veřejných debatách.
Ve volbách roku 1960 byl zvolen za KSČ do Národního shromáždění ČSSR za hlavní město Praha. Mandát získal i ve volbách v roce 1964. V Národním shromáždění zasedal až do konce jeho funkčního období v roce 1968.
XII. sjezd KSČ jej zvolil za člena Ústředního výboru Komunistické strany Československa. XIII. sjezd KSČ ho ve funkci potvrdil. K roku 1968 se profesně uvádí jako pracovník Kanceláře Národního shromáždění z obvodu Praha 1-střed-Letná.
Po federalizaci Československa usedl roku 1969 do Sněmovny lidu Federálního shromáždění (volební obvod Praha 1-střed Letná), kde setrval do konce volebního období parlamentu, tedy do voleb roku 1971.
Reformní proud během pražského jara roku 1968 sledoval s podezřením. Bezprostředně po invazi vojsk Varšavské smlouvy do Československa se sice podílel na stylizování rezoluce Národního shromáždění adresované parlamentním sborům světa na protest proti okupaci, ale brzy nato se jako politik i básník zcela ztotožnil s husákovskou linií, kterou aktivně podporoval. 
V době normalizace byl organizátorem normalizačního procesu v české literatuře. Od roku 1970 byl ředitelem nakladatelství Československý spisovatel, roku 1982 se stal předsedou Svazu československých spisovatelů, kterým byl až do listopadu 1989.

## Dílo
Jeho básnické sbírky jsou, zvlášť po roce 1968, plně v souladu s oficiální politickou situací a s dobovými literárními zvyklostmi.
- Křesadlo, 1946
- Přes práh, 1948
- Máj země, 1950
- Fronta je všude, 1951
- A cokoliv se stane, 1957
- Ranní vlak naděje, 1958
- Zdravím vás okna, 1962
- Blankytný kalendář, 1963
- Posel přichází pěšky, 1968
- Malé zázraky, 1974
- Co si beru na cestu, 1975
- Oheň spěchá, 1979